# (541092) 2018 RT2
(541092) 2018 RT2 es un asteroide perteneciente al cinturón de asteroides descubierto el 11 de diciembre de 2006 por el equipo del Spacewatch desde el Observatorio Nacional de Kitt Peak, Arizona, Estados Unidos.

## Designación y nombre
Designado provisionalmente como 2018 RT2.

## Características orbitales
2018 RT2 está situado a una distancia media del Sol de 2,574 ua, pudiendo alejarse hasta 3,281 ua y acercarse hasta 1,866 ua. Su excentricidad es 0,274 y la inclinación orbital 12,29 grados. Emplea 1508,68 días en completar una órbita alrededor del Sol.

## Características físicas
La magnitud absoluta de 2018 RT2 es 16,9. 